# Epischnopsis nervosella
Epischnopsis nervosella är en fjärilsart som beskrevs av Émile Louis Ragonot 1887. Epischnopsis nervosella ingår i släktet Epischnopsis och familjen mott. Inga underarter finns listade i Catalogue of Life.